# N.E.C. in het seizoen 2019/20
|               | Eerste divisie | KNVB beker | Play- offs | Totaal |
| ------------- | -------------- | ---------- | ---------- | ------ |
| Wedstrijden   | 29             | 1          | 0          | 30     |
| Gewonnen      | 12             | 0          | 0          | 12     |
| Gelijk        | 9              | 0          | 0          | 9      |
| Verloren      | 8              | 1          | 0          | 9      |
| Thuis         | 14             | 0          | 0          | 14     |
| Uit           | 15             | 1          | 0          | 16     |
| Gele kaarten  | 48             | 2          | 0          | 50     |
| 2× gele kaart | 0              | 0          | 0          | 0      |
| Rode kaarten  | 0              | 0          | 0          | 0      |
| Doelsaldo     | +14            | -2         | +0         | +12    |
| voor          | 51             | 2          | 0          | 53     |
| tegen         | 37             | 4          | 0          | 41     |
| ‘De Nul’      | 9              | 0          | 0          | 9      |

N.E.C. komt in het seizoen 2019/20 voor het derde achtereenvolgende seizoen uit in de Keuken Kampioen Divisie. Daarnaast komt de ploeg uit in de KNVB Beker. Het seizoen werd in maart afgebroken wegens het coronavirus, waardoor er geen kampioen van de Keuken Kampioen Divisie dat seizoen. N.E.C. eindigde na 29 wedstrijden als achtste.

## Seizoenssamenvatting

### Voorbereiding

#### Maart
- Op 31 maart maakte N.E.C. kenbaar dat het de contracten van Marco van Duin, Oliver Zelenika, Guus Joppen en Michael den Heijer niet zou verlengen. Ook de huurperiodes van Anass Achahbar, Jordy Bruijn, Ferdy Druijf en Mattijs Branderhorst zaten erop.

#### Mei
- Op 29 mei maakte N.E.C. bekend dat Mattijs Branderhorst, wiens contract bij Willem II niet verlengd werd, voor twee seizoenen had getekend bij N.E.C.

#### Juni
- Op 18 juni maakte N.E.C. bekend dat KlokGroep de nieuwe hoofdsponsor werd van N.E.C. en daarmee de opvolger werd van De Klok Logistics.
- Op 24 juni werd bekend dat Francois Gesthuizen de nieuwe hoofdtrainer van N.E.C. zou worden, geflankeerd door Adrie Bogers en Rogier Meijer.
- Op 26 juni was de eerste training van N.E.C.

#### Juli
- Op 1 juli keerden de uitgeleende spelers Sven Braken, Brahim Darri en Ragnar Oratmangoen terug bij de club.
- Op 2 juli won N.E.C. de eerste oefenwedstrijd met 16-0 van de Overasseltse Boys, door goals van Sven Braken (5x), Ole Romeny (4x), Ayman Sellouf (3x), Cas Odenthal (2x), Jonathan Okita en Paolo Sabak.
- Op 6 juli won N.E.C. met 6-0 van de amateurs van NEC, door goals van Ayman Sellouf (2x), Ole Romeny, Paolo Sabak, Sven Braken, Leroy Labylle en Frank Sturing.
- Op 7 juli maakte N.E.C. bekend dat het Jellert van Landschoot voor één seizoen zou huren van Club Brugge.
- Op 8 juli werd bekend dat N.E.C. het contract van Brahim Darri had ontbonden.
- Op 9 juli won N.E.C. met 1-0 van Sportfreunde Lotte door een doelpunt van Ayman Sellouf.
- Op 12 juli speelde N.E.C. met 3-3 gelijk tegen Wuppertaler SV, door goals van Mike Trésor Ndayishimiye, Sven Braken en Anthony Musaba.
- Op 15 juli won N.E.C. met 7-1 van DIO '30 dankzij doelpunten van Sven Braken, Randy Wolters, Mathias Bossaerts, Mike Trésor Ndayishimiye, Jonathan Okita, Ole Romeny en Anthony Musaba.
- Op 20 juli speelde N.E.C. met 2-2 gelijk tegen Almere City, door goals van Ole Romeny en Joey van den Berg.
- Op 22 juli ontbond N.E.C. het contract met Leroy Labylle.
- Op 24 juli nam N.E.C. linksback Axel Borgmann op proef. Hij was clubloos sinds zijn vertrok bij VVV-Venlo deze zomer. Ook liet N.E.C Ragnar Oratmangoen transfervrij vertrekken richting SC Cambuur.
- Op 26 juli won N.E.C. met 2-1 van Eredivisie-club RKC Waalwijk, door goals van Mike Trésor Ndayishimiye en Niek Hoogveld. Namens RKC scoorde oud-NEC'er Sylla Sow.
- Op 30 juli speelde N.E.C. met 0-0  gelijk tegen De Treffers.

#### Augustus
- Op 2 augustus maakte N.E.C. de rugnummers van het nieuwe seizoen. Daaruit bleek dat jeugdspelers Souffian El Karouani, Ayman Sellouf en Cas Odenthal naar de eerste selectie werden overgeheveld.
- Op 3 augustus was de open dag van N.E.C. Tijdens die dag werd de laatste oefenwedstrijd tegen CA Osasuna met 0-1 verloren.
- Op 7 augustus werd bekend dat Bas Kuipers na een proefperiode van een week voor één jaar had getekend.
- Op 9 augustus verloor N.E.C. de eerste competitiewedstrijd van FC Eindhoven met 1-2, door twee goals van Branco van den Boomen. N.E.C. kwam via Anthony Musaba nog op voorsprong.
- Op 14 augustus nam N.E.C. op huurbasis Tom van de Looi over van FC Groningen.
- Op 19 augustus speelde N.E.C. met 3-3 gelijk tegen Jong Ajax. Namens N.E.C. scoorden Sven Braken, Anthony Musaba en Josef Kvída, namens Ajax Lassina Traoré, Victor Jensen en Ryan Gravenberch.
- Op 23 augustus boekte N.E.C. de eerste overwinning van het seizoen, uit tegen Roda JC. Robert Klaasen scoorde een eigen goal in het voordeel van N.E.C. waarna Jellert Van Landschoot de score verdubbelde. De 1-2 was van Iké Ugbo.
- Op 30 augustus won N.E.C. met 4-2 van Telstar door twee goals van Ole Romeny en doelpunten van Randy Wolters en Jonathan Okita. Namens Telstar scoorden Glynor Plet en Elayis Tavşan.
- Op 31 augustus werd bekend dat N.E.C. Zian Flemming voor de rest van het seizoen zou huren van PEC Zwolle.

#### September
- Op 2 september, deadlineday, maakte N.E.C. bekend dat het Etien Velikonja een contract tot het einde van het seizoen heeft aangeboden. Daartegenover staat het vertrek van Sven Braken, die gaat spelen voor Livorno en Mike Trésor Ndayishimiye, die het seizoen op huurbasis afmaakt bij Willem II.
- Op 4 september verloor N.E.C. een oefenduel met 5-1 van FC Utrecht. Namens N.E.C. scoorde Niek Hoogveld.
- Op 13 september speelde N.E.C. met 2-2 gelijk tegen FC Den Bosch. Ole Romeny en Etien Velikonja scoorden namens N.E.C., Cas Odenthal (e.d.) en Ruben Rodrigues namens Den Bosch.
- Op 16 september speelde N.E.C. met 1-1 gelijk tegen De Graafschap, via goals van Gregor Breinburg en Jonathan Okita.
- Op 20 september verloor N.E.C. met 2-0 van FC Dordrecht, door doelpunten van Dwayne Green en Tom van de Looi (e.d.).
- Op 27 september speelde N.E.C. met 3-3 gelijk tegen Go Ahead Eagles. Namens N.E.C. scoorden Zian Flemming (2x) en Etien Velikonja, namens Go Ahead Martijn Berden (2x) en Maecky Ngombo.

#### Oktober
- Op 4 oktober verloor N.E.C. met 1-0 van periodekampioen NAC Breda, door een goal van Sydney van Hooijdonk.
- Op 10 oktober verloor N.E.C. een oefenduel van RC Genk. Ayman Sellouf scoorde namens N.E.C.
- Op 18 oktober won N.E.C. met 1-0 van Jong PSV door een doelpunt van Zian Flemming.
- Op 21 oktober won N.E.C. met 0-2 van Jong AZ door goals van Zian Flemming en Anthony Musaba.
- Op 25 oktober won N.E.C. met 2-0 van MVV Maastricht door twee goals van Jonathan Okita.
- Op 29 oktober verloor N.E.C. in de eerste ronde van de KNVB Beker met 4-2 van Excelsior. Anthony Musaba, Thomas Verhaar en Thomas Oude Kotte scoorden allen twee keer.

#### November
- Op 1 november speelde N.E.C. met 0-0 gelijk tegen koploper SC Cambuur.
- Op 8 november won N.E.C. met 3-0 van TOP Oss door goals van Zian Flemming, Anthony Musaba en Ole Romeny.
- Op 22 november won N.E.C. met 1-2 van Helmond Sport. Jonathan Okita en Tom van de Looi scoorden namens N.E.C., Sander Vereijken namens Helmond.
- Op 25 november speelde N.E.C. met 0-0 gelijk tegen Jong FC Utrecht.
- Op 29 november verloor N.E.C. met 3-1 van FC Volendam. Jellert Van Landschoot scoorde namens N.E.C, tegenover Volendamse goals van Kevin Visser, Martijn Kaars en Ibrahim El Kadiri.

#### December
- Op 6 december verloor N.E.C. met 2-1 van Excelsior. De goal van Ole Romeny kon niet op tegen die van Sander Fischer en Joël Zwarts namens Excelsior.
- Op 13 december verloor N.E.C. met 2-3 van Almere City. Namens N.E.C. scoorden Josef Kvída en Radinio Balker (e.d.), namens Almere James Efmorfidis, Ricardo Kip en Thomas Verheydt.
- Op 20 december won N.E.C. met 1-4 van FC Eindhoven. Rens van Eijden, Anthony Musaba, Jellert Van Landschoot en Ole Romeny waren trefzeker namens NEC, terwijl Rigino Cicilia iets terugdeed namens Eindhoven.

#### Januari
- Tussen 2 en 6 januari was N.E.C. op trainingskamp in Estepona.
- Op 5 januari werden twee oefenduels gespeeld. Het eerste elftal won met 2-0 van Lincoln Red Imps FC, door twee goals van Ole Romeny. Daarna won het tweede elftal met 2-1 van VVSB, door goals van Terry Lartey-Sanniez en Etien Velikonja.
- Op 12 januari won N.E.C. de eerste wedstrijd van het kalenderjaar met 1-0, door een goal van Jonathan Okita.
- Op 17 januari speelde N.E.C. met 0-0 gelijk tegen MVV Maastricht. Een geldig doelpunt van Zian Flemming werd niet toegekend.
- Op 24 januari speelde N.E.C. met 3-3 gelijk tegen Jong Ajax. Zian Flemming en Brian Brobbey waren beide twee keer trefzeker, Anthony Musaba en Danilo Pereira da Silva scoorden de overige goals.
- Op 31 januari verloor N.E.C. met 2-0 van SC Cambuur door twee goals van Robert Mühren.

#### Februari
- Op 7 februari won N.E.C met 1-7 van Telstar (voetbalclub) door doelpunten van Zian Flemming (2x), Anthony Musaba, Ole Romeny, Rens van Eijden, Ayman Sellouf en een eigen goal van Benaissa Benamar. Telstar scoorde via Elayis Tavşan.
- Op 14 februari won N.E.C. met 2-0 van Helmond Sport, door doelpunten van Zian Flemming en Jellert Van Landschoot.
- Op 21 februari verloor N.E.C. met 2-1 van Go Ahead Eagles. De goal van Zian Flemming deed niks af aan die van Soufyan Ahannach en Antoine Rabillard.
- Op 28 februari speelde N.E.C. met 1-1 gelijk tegen NAC Breda, door goals van Zian Flemming en Arno Verschueren.

#### Maart
- Op 9 maart won N.E.C. met 1-2 van Jong FC Utrecht. Utrecht kwam op voorsprong via Jonas Arweiler, maar N.E.C. won via Zian Flemming en Ole Romeny. Het bleek de laatste wedstrijd van het seizoen.

## Selectie 2019/20
| Nr.                                                 | Nat.                                    | Naam                   | Leeftijd | Duels N.E.C. | Duels N.E.C. | Hele carrière | Hele carrière | Contract tot | Seizoen bij NEC |         |         |         |         |
| Nr.                                                 | Nat.                                    | Naam                   | Leeftijd | W            |              | W             |               | Contract tot | Seizoen bij NEC |         |         |         |         |
| Keepers                                             | Keepers                                 | Keepers                | Keepers  | Keepers      | Keepers      | Keepers       | Keepers       | Keepers      | Keepers         | Keepers | Keepers | Keepers | Keepers |
| --------------------------------------------------- | --------------------------------------- | ---------------------- | -------- | ------------ | ------------ | ------------- | ------------- | ------------ | --------------- | ------- | ------- | ------- | ------- |
| 1                                                   | Vlag van Nederland                      | Mattijs Branderhorst   | 25 jaar  | 45           | 0            | 71            | 0             | 2021         | 2e              |         |         |         |         |
| 22                                                  | Vlag van Nederland                      | Norbert Alblas         | 24 jaar  | 5            | 0            | 48            | 0             | 2020         | 2e              |         |         |         |         |
| 31                                                  | Vlag van Nederland                      | Job Schuurman          | 20 jaar  | 0            | 0            | 0             | 0             | 2020         | 2e              |         |         |         |         |
| Verdedigers                                         |                                         |                        |          |              |              |               |               |              |                 |         |         |         |         |
| 3                                                   | Vlag van Nederland                      | Rens van Eijden        | 31 jaar  | 226          | 12           | 290           | 14            | 2021         | 9e              |         |         |         |         |
| 4                                                   | Vlag van Tsjechië                       | Josef Kvída            | 22 jaar  | 60           | 5            | 86            | 6             | 2020         | 2e              |         |         |         |         |
| 5                                                   | Vlag van Nederland                      | Bas Kuipers            | 24 jaar  | 29           | 0            | 145           | 1             | 2020         | 1e              |         |         |         |         |
| 15                                                  | Vlag van Nederland                      | Niek Hoogveld          | 20 jaar  | 2            | 0            | 2             | 0             | 2020         | 2e              |         |         |         |         |
| 26                                                  | Vlag van Nederland                      | Cas Odenthal           | 18 jaar  | 7            | 0            | 7             | 0             | 2020         | 1e              |         |         |         |         |
| 28                                                  | Vlag van Nederland                      | Bart van Rooij         | 18 jaar  | 25           | 0            | 25            | 0             | 2021         | 2e              |         |         |         |         |
| 30                                                  | Vlag van Nederland                      | Frank Sturing          | 22 jaar  | 45           | 1            | 45            | 1             | 2020         | 4e              |         |         |         |         |
| 34                                                  | Vlag van Nederland                      | Terry Lartey-Sanniez   | 22 jaar  | 36           | 0            | 117           | 0             | 2021         | 2e              |         |         |         |         |
| Middenvelders                                       |                                         |                        |          |              |              |               |               |              |                 |         |         |         |         |
| 6                                                   | Vlag van Nederland                      | Tom van de Looi        | 20 jaar  | 19           | 1            | 52            | 1             | 2020         | 1e              |         |         |         |         |
| 8                                                   | Vlag van België                         | Jellert van Landschoot | 21 jaar  | 28           | 4            | 77            | 7             | 2020         | 1e              |         |         |         |         |
| 12                                                  | Vlag van Nederland                      | Mart Dijkstra          | 28 jaar  | 95           | 1            | 247           | 3             | 2020         | 3e              |         |         |         |         |
| 14                                                  | Vlag van Nederland                      | Tom Overtoom           | 28 jaar  | 30           | 1            | 198           | 29            | 2021         | 2e              |         |         |         |         |
| 16                                                  | Vlag van Nederland                      | Souffian El Karouani   | 18 jaar  | 2            | 0            | 2             | 0             | 2020         | 1e              |         |         |         |         |
| 21                                                  | Vlag van Nederland                      | Zian Flemming          | 21 jaar  | 23           | 13           | 81            | 24            | 2020         | 1e              |         |         |         |         |
| 71                                                  | Vlag van Nederland                      | Dirk Proper            | 17 jaar  | 9            | 0            | 9             | 0             | 2021         | 1e              |         |         |         |         |
| Aanvallers                                          |                                         |                        |          |              |              |               |               |              |                 |         |         |         |         |
| 7                                                   | Vlag van Nederland                      | Anthony Musaba         | 18 jaar  | 28           | 7            | 28            | 7             | 2021         | 2e              |         |         |         |         |
| 9                                                   | Vlag van Slovenië                       | Etien Velikonja        | 30 jaar  | 14           | 2            | 271           | 105           | 2020         | 1e              |         |         |         |         |
| 10                                                  | Vlag van Frankrijk · Vlag van Duitsland | Jonathan Okita         | 22 jaar  | 64           | 21           | 116           | 39            | 2022         | 2e              |         |         |         |         |
| 11                                                  | Vlag van Nederland                      | Randy Wolters          | 29 jaar  | 32           | 3            | 249           | 34            | 2020         | 2e              |         |         |         |         |
| 17                                                  | Vlag van Nederland                      | Ole Romeny             | 19 jaar  | 54           | 9            | 54            | 9             | 2021         | 3e              |         |         |         |         |
| 20                                                  | Vlag van Nederland                      | Ayman Sellouf          | 17 jaar  | 8            | 1            | 8             | 1             | 2021         | 1e              |         |         |         |         |
| * Tabel voor het laatst bijgewerkt op 10 juni 2020. |                                         |                        |          |              |              |               |               |              |                 |         |         |         |         |

### Legenda
| # | Reden                                          |
| - | ---------------------------------------------- |
|   | Heeft de club in het lopende seizoen verlaten. |
|   | Heeft de club op huurbasis verlaten.           |

## Transfers

### Aangetrokken
| Nat.               | Nr. | Naam                   | Van                   | Type          | Contract tot | Transfersom | Periode |
| ------------------ | --- | ---------------------- | --------------------- | ------------- | ------------ | ----------- | ------- |
| Vlag van Nederland | 7   | Brahim Darri           | FC Den Bosch          | Einde verhuur | 2020         | n.v.t.      | Zomer   |
| Vlag van Nederland | 9   | Sven Braken            | FC Emmen              | Einde verhuur | 2021         | n.v.t.      | Zomer   |
| Vlag van Nederland | 18  | Ragnar Oratmangoen     | TOP Oss               | Einde verhuur | 2022         | n.v.t.      | Zomer   |
| Vlag van Nederland | 19  | Lowie van Zundert      | De Treffers           | Einde verhuur | 2020         | n.v.t.      | Zomer   |
| Vlag van Nederland | 1   | Mattijs Branderhorst   | Willem II             | Transfervrij  | 2021         | n.v.t.      | Zomer   |
| Vlag van België    | 8   | Jellert van Landschoot | Club Brugge           | Huur          | 2020         | n.v.t.      | Zomer   |
| Vlag van Nederland | 5   | Bas Kuipers            | FC Viitorul Constanța | Transfervrij  | 2020         | n.v.t.      | Zomer   |
| Vlag van Nederland | 6   | Tom van de Looi        | FC Groningen          | Huur          | 2020         | n.v.t.      | Zomer   |
| Vlag van Nederland | 21  | Zian Flemming          | PEC Zwolle            | Huur          | 2020         | n.v.t.      | Zomer   |
| Vlag van Slovenië  | 9   | Etien Velikonja        | ND Gorica             | transfer      | 2020         | n.n.b.      | Zomer   |
| Vlag van Nederland | 16  | Souffian El Karouani   | Eigen jeugd           | n.v.t.        | 2020         | n.v.t.      | Zomer   |
| Vlag van Nederland | 20  | Ayman Sellouf          | Eigen jeugd           | n.v.t.        | 2021         | n.v.t.      | Zomer   |
| Vlag van Nederland | 26  | Cas Odenthal           | Eigen jeugd           | n.v.t.        | 2021         | n.v.t.      | Zomer   |
| Vlag van Nederland | 31  | Job Schuurman          | Eigen jeugd           | n.v.t.        | 2020         | n.v.t.      | Zomer   |
| Vlag van Nederland | 71  | Dirk Proper            | Eigen jeugd           | n.v.t.        | 2021         | n.v.t.      | Zomer   |

### Vertrokken
| Nat.                   | Nr. | Naam                     | Wedst | Goals | Naar              | Type               | Transfersom | Periode     |
| ---------------------- | --- | ------------------------ | ----- | ----- | ----------------- | ------------------ | ----------- | ----------- |
| Vlag van Kroatië       | 1   | Oliver Zelenika          | 4     | 0     | NK Varaždin       | Einde contract     | n.v.t.      | Zomer       |
| Vlag van Nederland     | 2   | Guus Joppen              | 51    | 5     | Helmond Sport     | Einde contract     | n.v.t.      | Zomer       |
| Vlag van Nederland     | 7   | Jordy Bruijn             | 18    | 3     | SC Heerenveen     | Einde huur         | n.v.t.      | Zomer       |
| Vlag van Nederland     | 10  | Anass Achahbar           | 50    | 25    | PEC Zwolle        | Einde huur         | n.v.t.      | Zomer       |
| Vlag van Nederland     | 19  | Ferdy Druijf             | 20    | 15    | AZ                | Einde huur         | n.v.t.      | Zomer       |
| Vlag van Nederland     | 23  | Marco van Duin           | 19    | 0     | FC Groningen      | Einde contract     | n.v.t.      | Zomer       |
| Vlag van Nederland     | 24  | Lance Duijvestijn        | 1     | 0     | Jong ADO Den Haag | Einde contract     | n.v.t.      | Zomer       |
| Vlag van Nieuw-Zeeland | 29  | Michael den Heijer       | 0     | 0     | SV DFS            | Einde contract     | n.v.t.      | Zomer       |
| Vlag van Nederland     | 49  | Morad El Haddouti        | 2     | 0     | Jong RKC Waalwijk | Einde contract     | n.v.t.      | Zomer       |
| Vlag van Nederland     | 31  | Mattijs Branderhorst     | 18    | 0     | Willem II         | Einde huur         | n.v.t.      | Zomer       |
| Vlag van Nederland     | 19  | Lowie van Zundert        | 0     | 0     | De Treffers       | Contract ontbonden | n.v.t.      | Zomer       |
| Vlag van Nederland     | 7   | Brahim Darri             | 15    | 4     | Fatih Karagümrük  | Contract ontbonden | n.v.t.      | Zomer       |
| Vlag van België        | 21  | Leroy Labylle            | 41    | 0     | RFC Seraing (167) | Contract ontbonden | n.v.t.      | Zomer       |
| Vlag van Nederland     | 18  | Ragnar Oratmangoen       | 0     | 0     | SC Cambuur        | Transfervrij       | n.v.t.      | Zomer       |
| Vlag van België        | 71  | Mike Trésor Ndayishimiye | 29    | 7     | Willem II         | Verhuur            | n.v.t.      | Zomer       |
| Vlag van Nederland     | 9   | Sven Braken              | 54    | 24    | AS Livorno        | Transfer           | n.n.b.      | Zomer       |
| Vlag van België        | 44  | Mathias Bossaerts        | 29    | 2     | Nog niet bekend   | Contract ontbonden | n.v.t.      | Tussentijds |
| Vlag van Nederland     | 21  | Joey van den Berg        | 31    | 1     | MVV Alcides       | Contract ontbonden | n.v.t.      | Tussentijds |
| Vlag van België        | 20  | Paolo Sabak              | 10    | 1     | Forge FC          | Contract ontbonden | n.v.t.      | Tussentijds |

### Op proef
| Nat.               | Naam             | Positie   | Vorige club           | Periode | Resultaat     |
| ------------------ | ---------------- | --------- | --------------------- | ------- | ------------- |
| Vlag van Duitsland | Axel Borgmann    | Linksback | VVV-Venlo             | Zomer   | Geen contract |
| Vlag van Duitsland | Erolind Krasniqi | Linksback | Hamburger SV          | Zomer   | Geen contract |
| Vlag van Nederland | Bas Kuipers      | Linksback | FC Viitorul Constanța | Zomer   | Contract      |
| Vlag van Tunesië   | Mohamed Ali Jrad | Doelman   | US Monastir           | Zomer   | Geen contract |

## Technische staf
| Naam                | Functie              |
| ------------------- | -------------------- |
| François Gesthuizen | Hoofdtrainer         |
| Adrie Bogers        | Hoofdtrainer         |
| Rogier Meijer       | Hoofdtrainer         |
| Gábor Babos         | Keeperstrainer       |
| Muslu Nalbantoğlu   | Teammanager          |
| Sjoerd-Jan de Vries | Clubarts             |
| Han Tijshen         | Hoofd medische zaken |
| Rob van Hunnik      | Fysiotherapeut       |
| Robin Huntjens      | Performance Analyst  |
| Dave Kelders        | Materiaalman         |

## Oefenwedstrijden
| Datum            | Tijdstip | Thuis              | Uitslag | Uit              | Doelpuntenmakers | Bijzonderheden                                                            | Locatie                             | Opstelling N.E.C. |  |
| ---------------- | -------- | ------------------ | ------- | ---------------- | --- | ------------------------------------------------------------------------- | ----------------------------------- | --- |  |
| 2 juli 2019      | 19:00    | Overasseltse Boys  | 0 – 16  | N.E.C.           | 14' Braken 0-1, 22' Braken 0-2, 33' Braken 0-3, 40' Braken 0-4, 42' Braken 0-5, 46' Sellouf 0-6, 51' Odenthal 0-7, 53' Okita 0-8, 55' Sellouf 0-9, 66' Sellouf 0-10, 70' Odenthal 0-11, 73' Romeny 0-12, 74' Sabak 0-13, 76' Romeny 0-14 81' Romeny 0-15 83' Romeny 0-15 | Jeugdspelers El Karouani, Schuurman, Odenthal en Sellouf deden mee        | Sportpark Passelegt, Overasselt     | Branderhorst (46' Schuurman); Lartey-Sanniez (46' Van Rooij), Sturing (46' Odenthal), Kvída (46' Bossaerts), El Karouani (46' Labylle); Dijkstra (46' Van den Berg), Oratmangoen (46' Ndayishimiye), Overtoom (46' Sabak); Musaba (46' Okita), Braken (46' Romeny), Wolters (46' Sellouf). |  |
| 6 juli 2019      | 19:00    | N.E.C.             | 7 – 0   | Sportclub N.E.C. | 9' Romeny 1-0, 53' Sellouf 2-0, 62' Sabak 3-0, 63' Braken 4-0, 73' Labylle 5-0, 79' Sturing 6-0, Sellouf 7-0 | Jeugdspelers El Karouani, Schuurman, Odenthal en Sellouf deden mee        | De Eendracht, Nijmegen              | Branderhorst (46' Schuurman); Van Rooij (46' Lartey-Sanniez), Kvída (46' Odenthal), Bossaerts (46' Sturing), El Karouani (46' Labylle); Dijkstra (46' Overtoom), Ndayishimiye (46' Oratmangoen), Van den Berg (46' Sabak); Okita (46' Musaba), Romeny (46' Braken), Wolters (46' Sellouf). |  |
| 9 juli 2019      | 19:00    | Sportfreunde Lotte | 0 – 1   | N.E.C.           | 49' Sellouf 0-1 | Jeugdspelers El Karouani, Schuurman, Odenthal en Sellouf deden mee        | FRIMO Stadion, Lotte.               | Branderhorst (60' Schuurman); Van Rooij (60' Lartey-Sanniez), Odenthal (60' Van den Berg), Bossaerts (60' Sturing), El Karouani (60' Kvida); Oratmangoen (60' Overtoom), Ndayishimiye (60' Dijkstra), Sabak; Sellouf (60' Musaba), Romeny (60' Braken), Wolters (60' Okita).               |  |
| 12 juli 2019     | 19:00    | Wuppertaler SV     | 3 – 3   | N.E.C.           | 19’ Musaba 0-1, 22’ Braken, 0-2, 29' Knechtel 1-2, 76' Marzullo 2-2, 78' Marzullo 3-2, 79' Ndayishimiye 3-3. | NEC-debuut Van Landschoot, jeugdspelers El Karouani en Odenthal deden mee | Stadion am Zoo, Wuppertal           | Branderhorst; Lartey-Sanniez (74’ Van Rooij), Sturing, Van den Berg (46’ Odenthal), Kvida, Labylle (70’ El Karouani); Dijkstra, Overtoom (62’ Van Landschoot); Musaba (62’ Ndayishimiye), Braken, Okita (74’ Wolters).                                                                     |  |
| 15 juli 2019     | 19:00    | DIO '30            | 1 – 7   | N.E.C.           | 17' Braken 0-1, 32' Wolters 0-2, 40' Bossaerts 0-3, 42' Ndayishimiye 0-4, 45' Frenken 1-4, 49' Okita 1-5, 51' Ole Romeny 1-6, 83' Musaba 1-7. | Jeugdspelers El Karouani, Schuurman, Odenthal en Sellouf deden mee        | Sportpark De Gelenberg, Druten      | Schuurman; Van Rooij (46' Lartey-Sanniez), Sturing (46' Odenthal), Bossaerts (46' Kvida), El Karouani (46' Labylle); Overtoom (46' Dijkstra), Ndayishimiye (63' Sellouf), Van Landschoot (63' El Karouani); Wolters (46' Musaba), Braken (46' Romeny), Sellouf (46' Okita).                |  |
| 20 juli 2019     | 12:00    | Almere City        | 2 – 2   | N.E.C.           | 35' Meijer 1-0, 55' Romeny 1-1, 58' Van den Berg 1-2, 88' Aninkora 2-2 | Jeugdspelers El Karouani, Odenthal en Sellouf deden mee                   | Only Friends Sportcentre, Amsterdam | Branderhorst; Lartey-Sanniez (64' Van Rooij), Odenthal, Sturing (46' Bossaerts (68' Dijkstra)), Kvida (46' Van den Berg), El Karouani; Overtoom, Van Landschoot (88' Labylle); Ndayishimiye (68' Musaba), Romeny, Wolters (78' Sellouf).                                                   |  |
| 26 juli 2019     | 19:00    | N.E.C.             | 2 – 1   | RKC Waalwijk     | 43' Sow 0-1, 72' Ndayishimiye 1-1, 80' Hoogveld 2-1 | Proefspeler Axel Borgmann deed mee                                        | Sportpark De Kamp, Weurt.           | Branderhorst; Van Rooij ('46 Lartey-Sanniez), Van den Berg ('46 Sellouf), Dijkstra, Kvída, El Karouani ('46 Borgmann); Van Landschoot, Overtoom ('72 Hoogveld); Musaba ('62 Ndayishimiye), Braken ('72 Romeny), Okita ('72 Wolters).                                                       |  |
| 30 juli 2019     | 19:00    | De Treffers        | 0 – 0   | N.E.C.           | |                                                                           | Sportpark Zuid, Groesbeek.          | Schuurman; Lartey-Sanniez (70' Van Rooij), Odenthal, Kvida, El Karouani; Dijkstra (70' Hoogveld), Sellouf, Overtoom; Musaba (70' Ndayishimiye), Braken (70' Romeny), Okita. |  |
| 3 augustus 2019  | 18:00    | N.E.C.             | 0 – 1   | Osasuna          | 28' Cardona 0-1 | Open dag                                                                  | Goffertstadion, Nijmegen            | Branderhorst; Van Rooij, Odenthal, Kvída, Lartey-Sanniez; Dijkstra, Van Landschoot ('71 Romeny), Overtoom; Okita, Braken ('71 Wolters), Musaba ('45 Ndayishimiye). |  |
| 4 september 2019 | 18:00    | N.E.C.             | 1 – 5   | FC Utrecht       | 7' Bahebeck 0-1, 15' El Karouani (e.d.) 0-2, 18' Cerny 0-3, 47' Hoogveld 1-3, 64' St. Jago 1-4, 85' Kerk 1-5 |                                                                           | sportcomplex Zoudenbalch, Utrecht   | Schuurman; Lartey-Sanniez, Van Eijden (46' Odenthal), Sturing, El Karouani (46' Kuipers); Hoogveld, Overtoom, Flemming (62' Beekman); Musaba (46' Wolters), Velikonja (62' Romeny), Sellouf.                                                                                               |  |
| 10 oktober 2019  | 14:00    | RC Genk            | 3 – 1   | N.E.C.           | Dewaest 1-0, Heijnen 2-0, Sellouf 2-1, Paintsil 3-1 |                                                                           |                                     | Branderhorst (46' Schuurman), Lartey-Sanniez (79' Hoogveld), Van Eijden, Sturing (30' Odenthal), Kuipers (68' El Karouani), Overtoom, Dijkstra (46' Sellouf), Van Landschoot, Wolters (68' Musaba), Flemming (46' Velikonja), Romeny (68' Okita).                                          |  |
| 5 januari 2020   | 12:00    | N.E.C              | 2 – 0   | Lincoln Red Imps | Romeny 1-0, Romeny 2-0 |                                                                           | Estepona                            | Branderhorst; Van Rooij, Van Eijden, Kvida, Kuipers; Flemming (75’ Beekman), Dijkstra, Van Landschoot; Musaba, Romeny, Okita. |  |
| 5 januari 2020   | 15:00    | N.E.C.             | 2 – 1   | VVSB             | Lartey-Sanniez 1-0, Zschusschen 1-1, Velikonja 2-1 |                                                                           | Estepona                            | Schuurman (60' Roefs); Lartey-Sanniez, Odenthal, Sturing, El Karouani (68' Van Rooij); Van Ottele (30' Beekman), Van de Looi, Proper; Van der Sluijs, Velikonja, Sellouf (55' Van Ottele).                                                                                                 |  |

## Jupiler League 2018/19

### Wedstrijdverslagen

#### Eerste periode (september, oktober)
|                                                                                        |                                                                                                   |               | | |
| Speelronde 1 9 augustus 2019, 20:00                                                    | N.E.C.                                                                                            | 1 – 2 (1 – 1) | FC Eindhoven | : Mattijs Branderhorst |
| Goffertstadion, Nijmegen Toeschouwers: 6.713 Scheidsrechter: Sander van der Eijk       | Anthony Musaba 5' Bas Kuipers 60' Tom Overtoom 69' Terry Lartey-Sanniez 89' Joey van den Berg 89' |               | '27 Branco van den Boomen '50 Jay Idzes '51 Jort van der Sande '72 Branco van den Boomen '83 Branco van den Boomen.                        | Basisopstelling NEC: Mattijs Branderhorst; Terry Lartey-Sanniez, Cas Odenthal, Josef Kvída, Bas Kuipers; Jellert Van Landschoot, Mike Trésor Ndayishimiye, Tom Overtoom 79' ( Randy Wolters); Jonathan Okita, Ole Romeny 70' ( Sven Braken), Anthony Musaba 68' ( Souffian El Karouani). Reservebank: Alessio Budel, Job Schuurman, Bart van Rooij, Niek Hoogveld, Joey van den Berg, Ayman Sellouf.                         |
| Afwezig: Norbert Alblas , Rens van Eijden , Mart Dijkstra .                            |                                                                                                   |               | | |
|                                                                                        |                                                                                                   |               | | |
| Speelronde 2 19 augustus 2019, 20:00                                                   | Jong Ajax                                                                                         | 3 – 3 (1 – 2) | N.E.C. | : Mattijs Branderhorst |
| Sportpark De Toekomst, Amsterdam Toeschouwers: 900 Scheidsrechter: Laurens Gerrets     | Lassina Traoré 6' Victor Jensen 54' Ryan Gravenberch 64'                                          |               | '21 Sven Braken '38 Anthony Musaba '46 Anthony Musaba '90+4 Josef Kvída                                                                    | Basisopstelling NEC: Mattijs Branderhorst; Terry Lartey-Sanniez, Cas Odenthal, Josef Kvída, Bas Kuipers; Mart Dijkstra, Tom van de Looi, Jellert Van Landschoot 81' ( Ayman Sellouf); Anthony Musaba, Sven Braken 79' ( Ole Romeny), Randy Wolters 69' ( Mike Trésor Ndayishimiye). Reservebank: Alessio Budel, Job Schuurman, Frank Sturing, Bart van Rooij, Souffian El Karouani, Tom Overtoom.                            |
| Afwezig: Norbert Alblas , Rens van Eijden .                                            |                                                                                                   |               | | |
|                                                                                        |                                                                                                   |               | | |
| Speelronde 3 23 augustus 2019, 20:00                                                   | Roda JC                                                                                           | 1 – 2 (0 – 1) | N.E.C. | : Mattijs Branderhorst |
| Parkstad Limburg Stadion, Kerkrade Toeschouwers: 6.048 Scheidsrechter: Allard Lindhout | Iké Ugbo 67' Romario Rösch 90+4'                                                                  |               | '43 Robert Klaasen '51 Jellert Van Landschoot '82 Jonathan Okita '87 Mattijs Branderhorst '88 Mart Dijkstra '90+4 Josef Kvída              | Basisopstelling NEC: Mattijs Branderhorst; Terry Lartey-Sanniez, Cas Odenthal, Josef Kvída, Bas Kuipers; Mart Dijkstra, Tom van de Looi, Jellert Van Landschoot; Anthony Musaba 75' ( Frank Sturing), Sven Braken 89' ( Ole Romeny), Randy Wolters 60' ( Jonathan Okita). Reservebank: Alessio Budel, Job Schuurman, Bart van Rooij, Souffian El Karouani, Tom Overtoom, Mike Trésor Ndayishimiye, Ayman Sellouf.            |
| Afwezig: Norbert Alblas , Rens van Eijden .                                            |                                                                                                   |               | | |
|                                                                                        |                                                                                                   |               | | |
| Speelronde 4 30 augustus 2019, 20:00                                                   | N.E.C.                                                                                            | 4 – 2 (1 – 0) | | : Mattijs Branderhorst |
| Goffertstadion, Nijmegen Toeschouwers: 6.734 Scheidsrechter: Marc Nagtegaal            | Ole Romeny 19' Randy Wolters 64' Ole Romeny 69' Tom van de Looi 78' Jonathan Okita 90'            |               | 60' Elayis Tavşan 72' Glynor Plet | Basisopstelling NEC: Mattijs Branderhorst; Terry Lartey-Sanniez, Cas Odenthal, Josef Kvída, Bas Kuipers; Mart Dijkstra, Tom van de Looi, Jellert Van Landschoot 84' ( Frank Sturing); Anthony Musaba 69' ( Jonathan Okita), Ole Romeny 86' ( Ayman Sellouf), Randy Wolters. Reservebank: Alessio Budel, Job Schuurman, Niek Hoogveld, Souffian El Karouani, Tom Overtoom.                                                    |
| Afwezig: Norbert Alblas , Rens van Eijden .                                            |                                                                                                   |               | | |
|                                                                                        |                                                                                                   |               | | |
| Speelronde 6 13 september 2019, 20:00                                                  | FC Den Bosch                                                                                      | 2 – 2 (1 – 2) | N.E.C. | : Mattijs Branderhorst |
| Stadion De Vliert, Den Bosch Toeschouwers: 3.398 Scheidsrechter: Jochem Kamphuis       | Leo Väisänen 18' Cas Odenthal 41' Leo Väisänen 70' Ruben Rodrigues 80'                            |               | 26' Josef Kvída 78' Ole Romeny 90+1' Bas Kuipers 90+3' Etien Velikonja.                                                                    | Basisopstelling NEC: Mattijs Branderhorst; Terry Lartey-Sanniez, Cas Odenthal 46' ( Frank Sturing), Josef Kvída, Bas Kuipers; Mart Dijkstra 77' ( Etien Velikonja), Zian Flemming, Tom van de Looi; Anthony Musaba 57' ( Jonathan Okita), Ole Romeny, Randy Wolters. Reservebank: Alessio Budel, Job Schuurman, Bart van Rooij, Rens van Eijden, Souffian El Karouani, Tom Overtoom, Jellert Van Landschoot, Ayman Sellouf.  |
| Afwezig: Norbert Alblas .                                                              |                                                                                                   |               | | |
|                                                                                        |                                                                                                   |               | | |
| Speelronde 5 16 september 2019, 20:00                                                  | N.E.C.                                                                                            | 1 – 1 (0 – 1) | De Graafschap | : Mattijs Branderhorst |
| Goffertstadion, Nijmegen Toeschouwers: 7.960 Scheidsrechter: Edwin van de Graaf        | Etien Velikonja 89' Jonathan Okita 90+3'                                                          |               | 33' Gregor Breinburg 60' Javier Vet 61' Toine van Huizen.                                                                                  | Basisopstelling NEC: Mattijs Branderhorst; Bart van Rooij, Cas Odenthal, Josef Kvída, Bas Kuipers; Mart Dijkstra 81' ( Jellert Van Landschoot), Zian Flemming, Tom van de Looi; Jonathan Okita, Ole Romeny 57' ( Etien Velikonja), Randy Wolters 61' ( Anthony Musaba). Reservebank: Alessio Budel, Job Schuurman, Rens van Eijden, Cas Odenthal, Terry Lartey-Sanniez, Souffian El Karouani, Tom Overtoom, Ayman Sellouf.   |
| Afwezig: Norbert Alblas                                                                |                                                                                                   |               | | |
|                                                                                        |                                                                                                   |               | | |
| Speelronde 7 20 september 2019, 20:00                                                  | FC Dordrecht                                                                                      | 2 – 0 (1 – 0) | N.E.C. | : Mattijs Branderhorst |
| Riwal Hoogwerkers Stadion, Dordrecht Toeschouwers: 1.718 Scheidsrechter: Edgar Bijl    | Stef Gronsveld 37' Tom van de Looi 45+2' Dwayne Green 88'                                         |               | 45+1' Bas Kuipers 76' Frank Sturing 86' Jonathan Okita.                                                                                    | Basisopstelling NEC: Mattijs Branderhorst; Bart van Rooij, Frank Sturing, Josef Kvída, Bas Kuipers 71' ( Ole Romeny); Mart Dijkstra 61' ( Jellert Van Landschoot), Zian Flemming, Tom van de Looi; Jonathan Okita, Etien Velikonja, Randy Wolters 61' ( Anthony Musaba). Reservebank: Alessio Budel, Job Schuurman, Rens van Eijden, Cas Odenthal, Terry Lartey-Sanniez, Souffian El Karouani, Tom Overtoom, Ayman Sellouf.  |
| Afwezig: Norbert Alblas                                                                |                                                                                                   |               | | |
|                                                                                        |                                                                                                   |               | | |
| Speelronde 8 27 september 2019, 20:00                                                  | N.E.C.                                                                                            | 3 – 3 (0 – 1) | Go Ahead Eagles | : Mattijs Branderhorst |
| Goffertstadion, Nijmegen Toeschouwers: 7.356 Scheidsrechter: Christiaan Bax            | Zian Flemming 36' Etien Velikonja 68' Zian Flemming 72' Zian Flemming 80'                         |               | 15' Martijn Berden 24' Martijn Berden 44' Jaroslav Navratil 52' Maecky Ngombo 55' Richard van der Venne 66' Elso Brito 71' Jenthe Mertens. | Basisopstelling NEC: Mattijs Branderhorst; Bart van Rooij, Frank Sturing, Josef Kvída, Bas Kuipers; Mart Dijkstra, Zian Flemming, Tom van de Looi 60' ( Jellert Van Landschoot); Anthony Musaba 84' ( Randy Wolters), Etien Velikonja, Jonathan Okita. Reservebank: Alessio Budel, Job Schuurman, Rens van Eijden, Cas Odenthal, Terry Lartey-Sanniez, Souffian El Karouani, Tom Overtoom, Ayman Sellouf.                    |
| Afwezig: Norbert Alblas                                                                |                                                                                                   |               | | |
|                                                                                        |                                                                                                   |               | | |
| Speelronde 9 9 oktober 2019, 20:00                                                     | NAC Breda                                                                                         | 1 – 0 (0 – 0) | N.E.C. | : Mattijs Branderhorst |
| Goffertstadion, Nijmegen Toeschouwers: 18.427 Scheidsrechter: Martin van den Kerkhof   | Luka Ilić 30' Sydney van Hooijdonk 68' Arno Verschueren 80'                                       |               | 58' Tom van de Looi 72' Josef Kvída 88' Bart van Rooij 90' Randy Wolters.                                                                  | Basisopstelling NEC: Mattijs Branderhorst; Bart van Rooij, Frank Sturing 84' ( Rens van Eijden), Josef Kvída, Bas Kuipers; Mart Dijkstra, Zian Flemming, Tom van de Looi; Anthony Musaba 73' ( Randy Wolters), Etien Velikonja 61' ( Jellert Van Landschoot), Jonathan Okita . Reservebank: Alessio Budel, Job Schuurman, Cas Odenthal, Terry Lartey-Sanniez, Souffian El Karouani, Tom Overtoom, Ayman Sellouf, Ole Romeny. |
| Afwezig: Norbert Alblas                                                                |                                                                                                   |               | | |

#### Tweede periode (oktober, november, december)
|                                                                                          |                                                                                  |               |                                                                               | |
| Speelronde 10 18 oktober 2019, 20:00                                                     | N.E.C.                                                                           | 1 – 0 (0 – 0) | Jong PSV                                                                      | : Rens van Eijden |
| Goffertstadion, Nijmegen Toeschouwers: 6.589 Scheidsrechter: Stan Teuben                 | Tom van de Looi 44' Zian Flemming 63' Zian Flemming 81' .                        |               | 25' Rico Zeegers 37' Robin Schoonbrood.                                       | Basisopstelling NEC: Mattijs Branderhorst; Bart van Rooij, Rens van Eijden, Josef Kvída, Bas Kuipers; Mart Dijkstra, Jellert Van Landschoot, Tom van de Looi 58' ( Etien Velikonja); Jonathan Okita, Zian Flemming, Ole Romeny 76' ( Ayman Sellouf). Reservebank: Alessio Budel, Job Schuurman, Cas Odenthal, Terry Lartey-Sanniez, Souffian El Karouani, Tom Overtoom, Randy Wolters, Anthony Musaba.                                                                       |
| Afwezig: Norbert Alblas                                                                  |                                                                                  |               |                                                                               | |
|                                                                                          |                                                                                  |               |                                                                               | |
| Speelronde 11 21 oktober 2019, 20:00                                                     | Jong AZ                                                                          | 0 – 2 (0 – 0) | N.E.C.                                                                        | : Rens van Eijden |
| Sportpark de Kalverhoek, Alkmaar Toeschouwers: 450 Scheidsrechter: Sam Dröge             | Peer Koopmeiners 64'                                                             |               | 61' Tom van de Looi 64' Zian Flemming 75' Anthony Musaba.                     | Basisopstelling NEC: Mattijs Branderhorst; Bart van Rooij, Rens van Eijden, Josef Kvída, Bas Kuipers; Mart Dijkstra, Jellert Van Landschoot 88' ( Tom Overtoom), Tom van de Looi; Jonathan Okita, Zian Flemming, Ole Romeny 69' ( Anthony Musaba). Reservebank: Alessio Budel, Job Schuurman, Cas Odenthal, Terry Lartey-Sanniez, Souffian El Karouani, Etien Velikonja, Randy Wolters, Ayman Sellouf.                                                                       |
| Afwezig: Norbert Alblas                                                                  |                                                                                  |               |                                                                               | |
|                                                                                          |                                                                                  |               |                                                                               | |
| Speelronde 12 25 oktober 2019, 20:00                                                     | N.E.C.                                                                           | 2 – 0 (0 – 0) | MVV Maastricht                                                                | : Rens van Eijden |
| Goffertstadion, Nijmegen Toeschouwers: 6.822 Scheidsrechter: Clay Ruperti                | Jonathan Okita 78' Jonathan Okita 92'.                                           |               | 28' Luc Mares 43' Joeri Schroijen 82' Raoul Last.                             | Basisopstelling NEC: Mattijs Branderhorst; Bart van Rooij, Rens van Eijden, Josef Kvída, Bas Kuipers; Mart Dijkstra 64' ( Anthony Musaba), Jellert Van Landschoot, Tom van de Looi ; Jonathan Okita, Zian Flemming, Ole Romeny 79' ( Etien Velikonja). Reservebank: Alessio Budel, Job Schuurman, Cas Odenthal, Terry Lartey-Sanniez, Souffian El Karouani, Tom Overtoom, Randy Wolters, Ayman Sellouf.                                                                      |
| Afwezig: Norbert Alblas                                                                  |                                                                                  |               |                                                                               | |
|                                                                                          |                                                                                  |               |                                                                               | |
| Speelronde 13 1 november 2019, 20:00                                                     | SC Cambuur                                                                       | 0 – 0 (0 – 0) | N.E.C.                                                                        | : Rens van Eijden |
| Cambuur Stadion, Leeuwarden Toeschouwers: 8.675 Scheidsrechter: Jeroen Manschot          | Ragnar Oratmangoen 38'                                                           |               |                                                                               | Basisopstelling NEC: Mattijs Branderhorst; Bart van Rooij, Rens van Eijden, Josef Kvída, Bas Kuipers; Mart Dijkstra, Jellert Van Landschoot 70' ( Anthony Musaba), Tom van de Looi ; Jonathan Okita, Zian Flemming, Ole Romeny 81' ( Etien Velikonja). Reservebank: Alessio Budel, Job Schuurman, Cas Odenthal, Terry Lartey-Sanniez, Souffian El Karouani, Tom Overtoom, Randy Wolters, Ayman Sellouf.                                                                      |
| Afwezig: Norbert Alblas                                                                  |                                                                                  |               |                                                                               | |
|                                                                                          |                                                                                  |               |                                                                               | |
| Speelronde 14 8 november 2019, 20:00                                                     | N.E.C.                                                                           | 3 – 0 (1 – 0) | TOP Oss                                                                       | : Rens van Eijden |
| Goffertstadion, Nijmegen Toeschouwers: 6.723 Scheidsrechter: Sander van der Eijk         | Ole ter Haar Romeny 12' Mart Dijkstra 48' Anthony Musaba 72' Zian Flemming 90+3' |               |                                                                               | Basisopstelling NEC: Mattijs Branderhorst; Bart van Rooij, Rens van Eijden, Josef Kvída 89' ( Cas Odenthal), Bas Kuipers; Mart Dijkstra 71' ( Anthony Musaba), Jellert Van Landschoot, Tom van de Looi ; Jonathan Okita, Zian Flemming, Ole Romeny 86' ( Frank Sturing). Reservebank: Job Schuurman, Terry Lartey-Sanniez, Souffian El Karouani, Tom Overtoom, Randy Wolters, Ayman Sellouf.                                                                                 |
| Afwezig: Norbert Alblas                                                                  |                                                                                  |               |                                                                               | |
|                                                                                          |                                                                                  |               |                                                                               | |
| Speelronde 15 22 november 2019, 20:00                                                    | Helmond Sport                                                                    | 1 – 2 (0 – 0) | N.E.C.                                                                        | : Rens van Eijden |
| Solarunie Stadion, Helmond Toeschouwers: 1.705 Scheidsrechter: Alex Bos                  | Sander Vereijken 82'                                                             |               | 60' Jonathan Okita 67' Josef Kvída 75' Tom van de Looi 90+1' Tom van de Looi. | Basisopstelling NEC: Mattijs Branderhorst; Bart van Rooij, Rens van Eijden, Josef Kvída, Bas Kuipers; Mart Dijkstra, Jellert Van Landschoot 87' ( Ayman Sellouf), Tom van de Looi ; Jonathan Okita, Zian Flemming, Ole Romeny 59' ( Anthony Musaba). Reservebank: Just van de Vondervoort, Job Schuurman, Cas Odenthal, Frank Sturing, Terry Lartey-Sanniez, Souffian El Karouani, Tom Overtoom, Randy Wolters, Etien Velikonja.                                             |
| Afwezig: Norbert Alblas                                                                  |                                                                                  |               |                                                                               | |
|                                                                                          |                                                                                  |               |                                                                               | |
| Speelronde 16 25 november 2019, 20:00                                                    | N.E.C.                                                                           | 0 – 0 (0 – 0) | Jong FC Utrecht                                                               | : Rens van Eijden |
| Goffertstadion, Nijmegen Toeschouwers: 7.159 Scheidsrechter: Marc Nagtegaal              |                                                                                  |               | 61' Davy van den Berg 68' Tommy St. Jago                                      | Basisopstelling NEC: Mattijs Branderhorst; Bart van Rooij, Rens van Eijden, Josef Kvída 75' ( Frank Sturing), Bas Kuipers; Mart Dijkstra, Jellert Van Landschoot, Tom van de Looi, 55' ( Anthony Musaba); Jonathan Okita, Zian Flemming, Ole Romeny 79' ( Etien Velikonja). Reservebank: Just van de Vondervoort, Job Schuurman, Cas Odenthal, Terry Lartey-Sanniez, Souffian El Karouani, Tom Overtoom, Randy Wolters, Ayman Sellouf.                                       |
| Afwezig: Norbert Alblas                                                                  |                                                                                  |               |                                                                               | |
|                                                                                          |                                                                                  |               |                                                                               | |
| Speelronde 17 29 november 2019, 20:00                                                    | FC Volendam                                                                      | 3 – 1 (2 – 0) | N.E.C.                                                                        | : Rens van Eijden |
| Kras Stadion, Volendam Toeschouwers: 4.145 Scheidsrechter: Kevin Blom                    | Kevin Visser 18' Martijn Kaars 29' Noah Fadiga 78' Ibrahim El Kadiri 90+3'       |               | 28' Jonathan Okita 47' Jellert Van Landschoot                                 | Basisopstelling NEC: Mattijs Branderhorst; Bart van Rooij, Rens van Eijden, Josef Kvída, Bas Kuipers 82' ( Etien Velikonja); Mart Dijkstra 76' ( Tom Overtoom), Jellert Van Landschoot, Tom van de Looi 66' ( Ole Romeny); Jonathan Okita, Zian Flemming, Anthony Musaba. Reservebank: Just van de Vondervoort, Job Schuurman, Cas Odenthal, Frank Sturing, Terry Lartey-Sanniez, Souffian El Karouani, Randy Wolters, Ayman Sellouf.                                        |
| Afwezig: Norbert Alblas                                                                  |                                                                                  |               |                                                                               | |
|                                                                                          |                                                                                  |               |                                                                               | |
| Speelronde 18 6 december 2019, 20:00                                                     | Excelsior                                                                        | 2 – 1 (0 – 0) | N.E.C.                                                                        | : Rens van Eijden |
| Van Donge & De Roo Stadion, Rotterdam Toeschouwers: 3.384 Scheidsrechter: Danny Makkelie | Sander Fischer 48' Joël Zwarts 73'                                               |               | 49' Ole Romeny                                                                | Basisopstelling NEC: Mattijs Branderhorst; Bart van Rooij 62' ( Terry Lartey-Sanniez), Rens van Eijden, Josef Kvída, Bas Kuipers; Mart Dijkstra 64' ( Anthony Musaba), Zian Flemming, Jellert Van Landschoot 55' ( Tom Overtoom); Jonathan Okita 80' ( Randy Wolters), Ole Romeny, Anthony Musaba. Reservebank: Just van de Vondervoort, Job Schuurman, Cas Odenthal, Frank Sturing, Souffian El Karouani, Tom van de Looi, Etien Velikonja, Ayman Sellouf.                  |
| Afwezig: Norbert Alblas                                                                  |                                                                                  |               |                                                                               | |
|                                                                                          |                                                                                  |               |                                                                               | |
| Speelronde 19 13 december 2019, 20:00                                                    | N.E.C.                                                                           | 2 – 3 (0 – 2) | Almere City                                                                   | : Rens van Eijden |
| Goffertstadion, Nijmegen Toeschouwers: 8.024 Scheidsrechter: Erwin Blank                 | Radinio Balker 65' Josef Kvída 71' Dirk Proper 79' Zian Flemming 90'             |               | 23' James Efmorfidis 34' Ricardo Kip 72' Thomas Verheydt                      | Basisopstelling NEC: Mattijs Branderhorst; Bart van Rooij 62' ( Terry Lartey-Sanniez), Rens van Eijden, Josef Kvída, Bas Kuipers 82' ( Bas Kuipers); Mart Dijkstra 68' ( Dirk Proper), Zian Flemming, Tom Overtoom 34' ( Jellert Van Landschoot); Jonathan Okita, Ole Romeny, Anthony Musaba. Reservebank: Just van de Vondervoort, Job Schuurman, Cas Odenthal, Frank Sturing, Terry Lartey-Sanniez, Souffian El Karouani, Tom van de Looi, Etien Velikonja, Ayman Sellouf. |
| Afwezig: Norbert Alblas                                                                  |                                                                                  |               |                                                                               | |

#### Derde periode (december, januari)
|                                                                                   | |               | | |  |  |  |  |  |
| Speelronde 20 20 december 2019, 20:00                                             | FC Eindhoven | 1 – 4 (0 – 1) | N.E.C. | : Rens van Eijden |  |  |  |  |  |
| Jan Louwersstadion, Eindhoven Toeschouwers: 2.048 Scheidsrechter: Robin Hensgens  | Jay Idzes 48' Dyon Dromers 74' Rigino Cicilia 82' Maarten Peijnenburg 85' Jarno Janssen 90+1'                                                     |               | 39' Rens van Eijden 59' Anthony Musaba 65' Zian Flemming 72' Jellert Van Landschoot 90+2' Ole Romeny                                                         | Basisopstelling NEC: Mattijs Branderhorst; Bart van Rooij, Rens van Eijden, Josef Kvída 55' ( Frank Sturing), Bas Kuipers; Mart Dijkstra, Zian Flemming 79' ( Tom van de Looi), Jellert Van Landschoot; Jonathan Okita 83' ( Randy Wolters), Ole Romeny, Anthony Musaba. Reservebank: Job Schuurman, Cas Odenthal, Dirk Proper, Souffian El Karouani, Etien Velikonja, Ayman Sellouf. Afwezig: Norbert Alblas , Tom Overtoom . |  |  |  |  |  |
| Speelronde 21 12 januari 2020, 16:45                                              | N.E.C. | 1 – 0 (1 – 0) | FC Den Bosch | : Rens van Eijden |  |  |  |  |  |
| Goffertstadion, Nijmegen Toeschouwers: 9.192 Scheidsrechter: Clay Ruperti         | Mart Dijkstra 39' Jonathan Okita 42' Anthony Musaba 61' Etien Velikonja 88'                                                                       |               | 53' Mats Deijl 34' Azzedine Dkidak | Basisopstelling NEC: Mattijs Branderhorst; Bart van Rooij, Rens van Eijden, Josef Kvída, Bas Kuipers; Mart Dijkstra 68' ( Dirk Proper), Jellert Van Landschoot 90' ( Frank Sturing), Dirk Proper 77' ( Tom van de Looi); Jonathan Okita, Ole Romeny 86' ( Etien Velikonja), Anthony Musaba. Reservebank: Robin Roefs, Cas Odenthal, Terry Lartey-Sanniez, Souffian El Karouani, Ayman Sellouf.                                 |  |  |  |  |  |
| Afwezig: Norbert Alblas , Tom Overtoom , Randy Wolters                            | |               | | |  |  |  |  |  |
|                                                                                   | |               | | |  |  |  |  |  |
| Speelronde 22 17 januari 2020, 20:00                                              | MVV Maastricht | 0 – 0 (0 – 0) | N.E.C. | : Rens van Eijden |  |  |  |  |  |
| De Geusselt, Maastricht Toeschouwers: 3.461 Scheidsrechter: Edwin van de Graaf    | Enes Mahmutovic 54' Marnick Vermijl 63' |               | 43' Mart Dijkstra 56' Rens van Eijden 85' Zian Flemming | Basisopstelling NEC: Mattijs Branderhorst; Bart van Rooij, Rens van Eijden, Josef Kvída, Bas Kuipers; Mart Dijkstra, Zian Flemming, Jellert Van Landschoot; Jonathan Okita, Ole Romeny 80' ( Dirk Proper), Anthony Musaba. Reservebank: Robin Roefs, Cas Odenthal, Terry Lartey-Sanniez, Tom van de Looi, Etien Velikonja, Ayman Sellouf.                                                                                      |  |  |  |  |  |
| Afwezig: Norbert Alblas , Tom Overtoom , Randy Wolters                            | |               | | |  |  |  |  |  |
|                                                                                   | |               | | |  |  |  |  |  |
| Speelronde 23 24 januari 2020, 20:00                                              | N.E.C. | 3 – 3 (0 – 1) | Jong Ajax | : Rens van Eijden |  |  |  |  |  |
| Goffertstadion, Nijmegen Toeschouwers: 9.080 Scheidsrechter: Jannick van der Laan | Zian Flemming 16' Rens van Eijden 31' Bas Kuipers 35' Zian Flemming 50' Anthony Musaba 55' Anthony Musaba 79' Randy Wolters 80' Zian Flemming 87' |               | 17' Liam van Gelderen 46' Danilo Pereira da Silva 53' Brian Brobbey 64' Brian Brobbey                                                                        | Basisopstelling NEC: Mattijs Branderhorst; Bart van Rooij, Rens van Eijden, Josef Kvída, Bas Kuipers; Mart Dijkstra 81' ( Etien Velikonja), Jellert Van Landschoot, Zian Flemming; Jonathan Okita 74' ( Randy Wolters), Ole Romeny 65' ( Dirk Proper), Anthony Musaba. Reservebank: Robin Roefs, Cas Odenthal, Terry Lartey-Sanniez, Tom van de Looi, Ayman Sellouf.                                                           |  |  |  |  |  |
| Afwezig: Norbert Alblas , Tom Overtoom , Randy Wolters                            | |               | | |  |  |  |  |  |
|                                                                                   | |               | | |  |  |  |  |  |
| Speelronde 24 31 januari 2020, 20:00                                              | N.E.C. | 0 – 2 (0 – 0) | SC buur | : Rens van Eijden |  |  |  |  |  |
| Goffertstadion, Nijmegen Toeschouwers: 8.235 Scheidsrechter: Bas Nijhuis          | |               | 55' Robin Maulun 57' Robert Mühren 77' Robert Mühren | Basisopstelling NEC: Mattijs Branderhorst; Bart van Rooij, [[Rens van Eijden\|Rens van Eijden 74' (]] Frank Sturing),, Josef Kvída, Bas Kuipers; Mart Dijkstra, Jellert Van Landschoot, Zian Flemming; Jonathan Okita 66' ( Randy Wolters), Etien Velikonja 68' ( Ole Romeny), Anthony Musaba. Reservebank: Robin Roefs, Job Schuurman, Souffian El Karouani, Terry Lartey-Sanniez, Dirk Proper.                               |  |  |  |  |  |
| Afwezig: Norbert Alblas , Tom Overtoom , Randy Wolters                            | |               | | |  |  |  |  |  |
|                                                                                   | |               | | |  |  |  |  |  |
| Speelronde 25 7 februari 2020, 20:00                                              | Telstar | 1 – 7 (1 – 4) | N.E.C. | : Rens van Eijden |  |  |  |  |  |
| Goffertstadion, Nijmegen Toeschouwers: 8.235 Scheidsrechter: Bas Nijhuis          | Elayis Tavşan 30' Shaquill Sno 83' |               | 8' Ole Romeny 32' Anthony Musaba 34' Zian Flemming 45' Zian Flemming 66' Rens van Eijden 89' Souffian El Karouani 90+1' Benaissa Benamar 90+2' Ayman Sellouf | Basisopstelling NEC: Mattijs Branderhorst; Bart van Rooij, Rens van Eijden, Josef Kvída, Bas Kuipers; Mart Dijkstra, Jellert Van Landschoot, Dirk Proper 82' ( Ayman Sellouf); Anthony Musaba 77' ( Randy Wolters), Zian Flemming, Ole Romeny 68' ( Souffian El Karouani). Reservebank: Robin Roefs, Cas Odenthal, Terry Lartey-Sanniez, Tom van de Looi, Ayman Sellouf.                                                       |  |  |  |  |  |

## KNVB Beker

### Wedstrijdverslagen
|                                                                                              | |               |                                                                              | |
| Ronde 1 29 oktober 2018, 19:45 uur                                                           | Excelsior | 4 – 2 (0 – 1) | N.E.C.                                                                       | : Mattijs Branderhorst |
| Van Donge & De Roo Stadion, Rotterdam Toeschouwers: 1.902 Scheidsrechter: Edwin van de Graaf | Thomas Oude Kotte 50' Elías Már Ómarsson 65' Luigi Bruins 78' Thomas Verhaar 88' Thomas Oude Kotte 105' Thomas Verhaar 107' |               | '3 Anthony Musaba '54 Frank Sturing '66 Anthony Musaba '104 Rens van Eijden. | Basisopstelling NEC: Mattijs Branderhorst; Terry Lartey-Sanniez, Frank Sturing, Josef Kvída 34' ( Rens van Eijden), Bas Kuipers; Jellert van Landschoot, Zian Flemming, Tom Overtoom 105' ( Ole Romeny); Anthony Musaba 86' ( Randy Wolters), Etien Velikonja, Jonathan Okita 67' ( Ayman Sellouf). Reservebank Alessio Budel, Job Schuurman, Cas Odenthal, Bart van Rooij, Souffian El Karouani, Niek Hoogveld. |
| Afwezig: Norbert Alblas .                                                                    | |               |                                                                              | |

## Clubstatistieken

### Stand, punten en doelpunten per speelronde
| Speelronde              | 1                                                  | 2                                                  | 3                                                  | 4                                                  | 5                                                  | 6                                                  | 7                                                  | 8                                                  | 9                                                  | 10                                                 | 11                                                 | 12                                                 | 13                                                 | 14                                                 | 15                                                 | 16                                                 | 17                                                 | 18                                                 | 19                                                 | 20                                                 | 21                                                 | 22                                                 | 23                                                 | 24                                                 | 25                                                 | 26                                                 | 27                                                 | 28                                                 | 29                                                 | 30                                                 | 31                                                 | 32                                                 | 33                                                 | 34                                                 | 35                                                 | 36                                                 | 37                                                 | 38                                                 |
| ----------------------- | -------------------------------------------------- | -------------------------------------------------- | -------------------------------------------------- | -------------------------------------------------- | -------------------------------------------------- | -------------------------------------------------- | -------------------------------------------------- | -------------------------------------------------- | -------------------------------------------------- | -------------------------------------------------- | -------------------------------------------------- | -------------------------------------------------- | -------------------------------------------------- | -------------------------------------------------- | -------------------------------------------------- | -------------------------------------------------- | -------------------------------------------------- | -------------------------------------------------- | -------------------------------------------------- | -------------------------------------------------- | -------------------------------------------------- | -------------------------------------------------- | -------------------------------------------------- | -------------------------------------------------- | -------------------------------------------------- | -------------------------------------------------- | -------------------------------------------------- | -------------------------------------------------- | -------------------------------------------------- | -------------------------------------------------- | -------------------------------------------------- | -------------------------------------------------- | -------------------------------------------------- | -------------------------------------------------- | -------------------------------------------------- | -------------------------------------------------- | -------------------------------------------------- | -------------------------------------------------- |
| Trainer                 | Francois Gesthuizen, Adrie Bogers en Rogier Meijer | Francois Gesthuizen, Adrie Bogers en Rogier Meijer | Francois Gesthuizen, Adrie Bogers en Rogier Meijer | Francois Gesthuizen, Adrie Bogers en Rogier Meijer | Francois Gesthuizen, Adrie Bogers en Rogier Meijer | Francois Gesthuizen, Adrie Bogers en Rogier Meijer | Francois Gesthuizen, Adrie Bogers en Rogier Meijer | Francois Gesthuizen, Adrie Bogers en Rogier Meijer | Francois Gesthuizen, Adrie Bogers en Rogier Meijer | Francois Gesthuizen, Adrie Bogers en Rogier Meijer | Francois Gesthuizen, Adrie Bogers en Rogier Meijer | Francois Gesthuizen, Adrie Bogers en Rogier Meijer | Francois Gesthuizen, Adrie Bogers en Rogier Meijer | Francois Gesthuizen, Adrie Bogers en Rogier Meijer | Francois Gesthuizen, Adrie Bogers en Rogier Meijer | Francois Gesthuizen, Adrie Bogers en Rogier Meijer | Francois Gesthuizen, Adrie Bogers en Rogier Meijer | Francois Gesthuizen, Adrie Bogers en Rogier Meijer | Francois Gesthuizen, Adrie Bogers en Rogier Meijer | Francois Gesthuizen, Adrie Bogers en Rogier Meijer | Francois Gesthuizen, Adrie Bogers en Rogier Meijer | Francois Gesthuizen, Adrie Bogers en Rogier Meijer | Francois Gesthuizen, Adrie Bogers en Rogier Meijer | Francois Gesthuizen, Adrie Bogers en Rogier Meijer | Francois Gesthuizen, Adrie Bogers en Rogier Meijer | Francois Gesthuizen, Adrie Bogers en Rogier Meijer | Francois Gesthuizen, Adrie Bogers en Rogier Meijer | Francois Gesthuizen, Adrie Bogers en Rogier Meijer | Francois Gesthuizen, Adrie Bogers en Rogier Meijer | Francois Gesthuizen, Adrie Bogers en Rogier Meijer | Francois Gesthuizen, Adrie Bogers en Rogier Meijer | Francois Gesthuizen, Adrie Bogers en Rogier Meijer | Francois Gesthuizen, Adrie Bogers en Rogier Meijer | Francois Gesthuizen, Adrie Bogers en Rogier Meijer | Francois Gesthuizen, Adrie Bogers en Rogier Meijer | Francois Gesthuizen, Adrie Bogers en Rogier Meijer | Francois Gesthuizen, Adrie Bogers en Rogier Meijer | Francois Gesthuizen, Adrie Bogers en Rogier Meijer |
| Punten per speelronde   | 0                                                  | 1                                                  | 3                                                  | 3                                                  | 1                                                  | 1                                                  | 0                                                  | 1                                                  | 0                                                  | 3                                                  | 3                                                  | 3                                                  | 1                                                  | 3                                                  | 3                                                  | 1                                                  | 0                                                  | 0                                                  | 0                                                  | 3                                                  | 3                                                  | 1                                                  | 1                                                  | 0                                                  | 3                                                  | 3                                                  | 0                                                  | 1                                                  | 3                                                  |                                                    |                                                    |                                                    |                                                    |                                                    |                                                    |                                                    |                                                    |                                                    |
| Punten na speelronde    | 0                                                  | 1                                                  | 4                                                  | 7                                                  | 8                                                  | 9                                                  | 9                                                  | 10                                                 | 10                                                 | 13                                                 | 16                                                 | 19                                                 | 20                                                 | 23                                                 | 26                                                 | 27                                                 | 27                                                 | 27                                                 | 27                                                 | 30                                                 | 33                                                 | 34                                                 | 35                                                 | 35                                                 | 38                                                 | 41                                                 | 41                                                 | 42                                                 | 45                                                 |                                                    |                                                    |                                                    |                                                    |                                                    |                                                    |                                                    |                                                    |                                                    |
| Stand na speelronde     | 17e                                                | 14e                                                | 10e                                                | 6e                                                 | 8e                                                 | 10e                                                | 12e                                                | 11e                                                | 12e                                                | 10e                                                | 8e                                                 | 6e                                                 | 6e                                                 | 6e                                                 | 7e                                                 | 4e                                                 | 8e                                                 | 8e                                                 | 10e                                                | 9e                                                 | 8e                                                 | 8e                                                 | 9e                                                 | 10e                                                | 9e                                                 | 7e                                                 | 8e                                                 | 8e                                                 | 8e                                                 |                                                    |                                                    |                                                    |                                                    |                                                    |                                                    |                                                    |                                                    |                                                    |
| Goals per speelronde    | 1                                                  | 3                                                  | 2                                                  | 4                                                  | 2                                                  | 1                                                  | 0                                                  | 3                                                  | 0                                                  | 1                                                  | 2                                                  | 2                                                  | 0                                                  | 3                                                  | 2                                                  | 0                                                  | 1                                                  | 1                                                  | 2                                                  | 4                                                  | 1                                                  | 0                                                  | 3                                                  | 0                                                  | 7                                                  | 2                                                  | 1                                                  | 1                                                  | 2                                                  |                                                    |                                                    |                                                    |                                                    |                                                    |                                                    |                                                    |                                                    |                                                    |
| Goals na speelronde     | 1                                                  | 4                                                  | 6                                                  | 10                                                 | 12                                                 | 13                                                 | 13                                                 | 16                                                 | 16                                                 | 17                                                 | 19                                                 | 21                                                 | 21                                                 | 24                                                 | 26                                                 | 26                                                 | 27                                                 | 28                                                 | 30                                                 | 34                                                 | 35                                                 | 35                                                 | 38                                                 | 38                                                 | 45                                                 | 47                                                 | 48                                                 | 49                                                 | 51                                                 |                                                    |                                                    |                                                    |                                                    |                                                    |                                                    |                                                    |                                                    |                                                    |
| Doelsaldo na speelronde | -1                                                 | -1                                                 | +0                                                 | +2                                                 | +2                                                 | +2                                                 | +0                                                 | +0                                                 | -1                                                 | +0                                                 | +2                                                 | +4                                                 | +4                                                 | +7                                                 | +8                                                 | +8                                                 | +6                                                 | +5                                                 | +4                                                 | +7                                                 | +8                                                 | +8                                                 | +8                                                 | +6                                                 | +12                                                | +14                                                | +13                                                | +13                                                | +14                                                |                                                    |                                                    |                                                    |                                                    |                                                    |                                                    |                                                    |                                                    |                                                    |

### Verhouding thuis-uit
|               | ALM | CAM | DBO | DOR | EIN | EXC | GAE | GRA | HEL | JAJ | JAZ | JPS | JUT | MVV | NAC | OSS | RJC | TEL | VOL | Gem.      | Totaal |
| ------------- | --- | --- | --- | --- | --- | --- | --- | --- | --- | --- | --- | --- | --- | --- | --- | --- | --- | --- | --- | --------- | ------ |
| Uitslag thuis | 2-3 | 0-2 | 1-0 |     | 1-2 |     | 3-3 |     | 2-0 | 3-3 | 1-1 | 1-0 | 0-0 | 2-0 | 1-1 | 3-0 |     | 4-2 |     | 1,71-1,14 | 24-16  |
| Uitslag uit   |     | 0-0 | 2-2 | 2-0 | 1-4 | 2-1 | 2-1 |     | 1-2 | 3-3 | 0-2 | 1-2 |     | 0-0 | 1-0 | 3-1 | 1-2 | 1-7 |     | 1,33-1,80 | 20-27  |
| Punten thuis  | 0   | 0   | 3   |     | 0   |     | 1   |     | 3   | 1   | 1   | 3   | 1   | 3   | 1   | 3   |     | 3   |     | 1,64      | 23     |
| Punten uit    |     | 1   | 1   | 0   | 3   | 0   | 0   |     | 3   | 1   | 3   |     | 3   | 1   | 0   |     | 3   | 3   | 0   | 1,47      | 22     |
| Punten totaal | 0   | 1   | 4   | 0   | 3   | 0   | 1   | 1   | 6   | 2   | 3   | 3   | 4   | 4   | 1   | 3   | 3   | 6   | 0   | 1,55      | 45     |

Bijgewerkt op 10 juni.

### Toeschouwers
| Ronde | Tegenstander    | Toeschouwers | Totaal toeschouwers | Gemiddeld |
| ----- | --------------- | ------------ | ------------------- | --------- |
| 1     | FC Eindhoven    | 6.713        | 6.713               | 6.713     |
| 4     | Telstar         | 6.734        | 13.447              | 6.724     |
| 6     | De Graafschap   | 7.960        | 21.407              | 7.136     |
| 8     | Go Ahead Eagles | 7.356        | 28.763              | 7.191     |
| 10    | Jong PSV        | 6.589        | 35.352              | 7.070     |
| 12    | MVV Maastricht  | 6.822        | 42.174              | 7.029     |
| 14    | TOP Oss         | 6.723        | 48.897              | 6.985     |
| 16    | Jong FC Utrecht | 7.159        | 56.056              | 7.007     |
| 19    | Almere City     | 8.024        | 64.080              | 7.120     |
| 21    | FC Den Bosch    | 9.192        | 73.272              | 7.327     |
| 23    | Jong Ajax       | 9.080        | 82.352              | 7.486     |
| 24    | SC Cambuur      | 8.235        | 90.587              | 7.549     |
| 26    | Helmond Sport   | 7.673        | 98.260              | 7.558     |
| 28    | NAC Breda       | 8.325        | 106.585             | 7.613     |
| 30    | FC Volendam     |              |                     | '         |
| 32    | Jong AZ         |              |                     | '         |
| 34    | Excelsior       |              |                     | '         |
| 36    | Roda JC         |              |                     | '         |
| 38    | FC Dordrecht    |              |                     | '         |
| PO    | RKC Waalwijk    |              |                     | '         |

## Spelersstatistieken

### Wedstrijden
| Speler                    | Jupiler League | KNVB Beker | Play-offs | Totaal | Speelminuten |
| ------------------------- | -------------- | ---------- | --------- | ------ | ------------ |
| Mattijs Branderhorst      | 29             | 1          | 0         | 30     | 2720         |
| Bas Kuipers               | 29             | 1          | 0         | 30     | 2695         |
| Jellert Van Landschoot    | 28             | 1          | 0         | 29     | 2271         |
| Josef Kvída               | 27             | 1          | 0         | 28     | 2420         |
| Jonathan Okita            | 27             | 1          | 0         | 28     | 2243         |
| Ole Romeny                | 27             | 1          | 0         | 28     | 1711         |
| Mart Dijkstra             | 27             | 0          | 0         | 27     | 2289         |
| Anthony Musaba            | 25             | 1          | 0         | 26     | 1617         |
| Zian Flemming             | 24             | 1          | 0         | 25     | 2269         |
| Bart van Rooij            | 24             | 0          | 0         | 24     | 2132         |
| Rens van Eijden           | 21             | 1          | 0         | 22     | 1875         |
| Tom van de Looi           | 19             | 0          | 0         | 19     | 1433         |
| Randy Wolters             | 18             | 1          | 0         | 19     | 630          |
| Etien Velikonja           | 15             | 1          | 0         | 16     | 577          |
| Frank Sturing             | 14             | 1          | 0         | 15     | 784          |
| Dirk Proper               | 9              | 0          | 0         | 9      | 509          |
| Ayman Sellouf             | 8              | 1          | 0         | 9      | 246          |
| Terry Lartey Sanniez      | 7              | 1          | 0         | 8      | 602          |
| Cas Odenthal              | 6              | 0          | 0         | 6      | 406          |
| Tom Overtoom              | 5              | 1          | 0         | 6      | 268          |
| Sven Braken*              | 3              | 0          | 0         | 3      | 186          |
| Mike Trésor Ndayishimiye* | 2              | 0          | 0         | 2      | 112          |
| Souffian El Karouani      | 2              | 0          | 0         | 2      | 26           |
| Totaal                    | 25             | 1          | 0         | 26     | 2370         |

* is inmiddels vertrokken

### Clubtopscorers 2018/19
| #   | Naam                   | Doelpunten     | Doelpunten | Doelpunten | Doelpunten | Assists        | Assists    | Assists   | Assists |
| #   | Naam                   | Jupiler League | KNVB Beker | Play-offs  | Totaal     | Jupiler League | KNVB Beker | Play-offs | Totaal  |
| --- | ---------------------- | -------------- | ---------- | ---------- | ---------- | -------------- | ---------- | --------- | ------- |
| 1.  | Zian Flemming          | 13             | 0          | 0          | 13         | 2              | 1          | 0         | 3       |
| 2.  | Anthony Musaba         | 7              | 2          | 0          | 9          | 4              | 0          | 0         | 4       |
| 3.  | Ole Romeny             | 8              | 0          | 0          | 8          | 2              | 0          | 0         | 2       |
| 4.  | Jonathan Okita         | 6              | 0          | 0          | 6          | 7              | 0          | 0         | 7       |
| 5.  | Jellert Van Landschoot | 4              | 0          | 0          | 4          | 6              | 0          | 0         | 6       |
| 6.  | Etien Velikonja        | 2              | 0          | 0          | 2          | 4              | 0          | 0         | 4       |
| 7.  | Rens van Eijden        | 2              | 0          | 0          | 2          | 0              | 0          | 0         | 0       |
| 8.  | Josef Kvída            | 2              | 0          | 0          | 2          | 0              | 0          | 0         | 0       |
| 9.  | Randy Wolters          | 1              | 0          | 0          | 1          | 4              | 0          | 0         | 4       |
| 10. | Tom van de Looi        | 1              | 0          | 0          | 1          | 1              | 0          | 0         | 1       |
| 11. | Ayman Sellouf          | 1              | 0          | 0          | 1          | 1              | 0          | 0         | 1       |
| 12. | Sven Braken*           | 1              | 0          | 0          | 1          | 0              | 0          | 0         | 0       |
| 13. | Bart van Rooij         | 0              | 0          | 0          | 0          | 4              | 0          | 0         | 4       |
| 14. | Mart Dijkstra          | 0              | 0          | 0          | 0          | 2              | 0          | 0         | 2       |
| 15. | Terry Lartey-Sanniez   | 0              | 0          | 0          | 0          | 0              | 1          | 0         | 1       |
| 15. | Bas Kuipers            | 0              | 0          | 0          | 0          | 0              | 1          | 0         | 1       |

* is inmiddels vertrokken

### Overzicht kaarten en schorsingen
| Speler                 | Wed | Jup | VS | KNVB | NC | Totaal aantal gele kaart(en) | Twee gele kaarten in 1 wedstrijd aan dezelfde speler | Rode kaart |
| ---------------------- | --- | --- | -- | ---- | -- | ---------------------------- | ---------------------------------------------------- | ---------- |
| Zian Flemming          | 25  | 7   | 1  |      |    | 8                            |                                                      |            |
| Mart Dijkstra          | 27  | 6   |    |      |    | 6                            |                                                      |            |
| Josef Kvída            | 28  | 5   |    |      |    | 5                            |                                                      |            |
| Tom van de Looi        | 19  | 4   |    |      |    | 4                            |                                                      |            |
| Anthony Musaba         | 26  | 4   |    |      |    | 4                            |                                                      |            |
| Bas Kuipers            | 30  | 4   |    |      |    | 4                            |                                                      |            |
| Randy Wolters          | 19  | 3   |    |      |    | 3                            |                                                      |            |
| Rens van Eijden        | 22  | 2   |    | 1    |    | 3                            |                                                      |            |
| Jonathan Okita         | 28  | 3   |    |      |    | 3                            |                                                      |            |
| Frank Sturing          | 15  | 1   |    | 1    |    | 2                            |                                                      |            |
| Etien Velikonja        | 16  | 2   |    |      |    | 2                            |                                                      |            |
| Joey van den Berg      | 0   | 1   |    |      |    | 1                            |                                                      |            |
| Souffian El Karouani   | 2   | 1   |    |      |    | 1                            |                                                      |            |
| Dirk Proper            | 11  | 1   |    |      |    | 1                            |                                                      |            |
| Tom Overtoom           | 9   | 1   |    |      |    | 1                            |                                                      |            |
| Terry Lartey-Sanniez   | 7   | 1   |    |      |    | 1                            |                                                      |            |
| Bart van Rooij         | 24  | 1   |    |      |    | 1                            |                                                      |            |
| Jellert Van Landschoot | 29  | 1   |    |      |    | 1                            |                                                      |            |
| Mattijs Branderhorst   | 30  | 1   |    |      |    | 1                            |                                                      |            |
| Totaal                 | 30  | 49  | 0  | 2    | 0  | 51                           | 0                                                    | 0          |

## Spelersstatistieken

### Oefenwedstrijden
- is al vertrokken

| Nr.    | Naam                      | Goal |
| ------ | ------------------------- | ---- |
| 1.     | Ole Romeny                | 9    |
| 2.     | Sven Braken*              | 8    |
| 3.     | Ayman Sellouf             | 7    |
| 4.     | Mike Trésor Ndayishimiye* | 3    |
| 5.     | Paolo Sabak               | 2    |
| 5.     | Jonathan Okita            | 2    |
| 5.     | Anthony Musaba            | 2    |
| 5.     | Cas Odenthal              | 2    |
| 5.     | Niek Hoogveld             | 2    |
| 9.     | Randy Wolters             | 1    |
| 9.     | Joey van den Berg         | 1    |
| 9.     | Frank Sturing             | 1    |
| 9.     | Terry Lartey-Sanniez      | 1    |
| 9.     | Etien Velikonja           | 1    |
| 9.     | Leroy Labylle*            | 1    |
| 9.     | Mathias Bossaerts*        | 1    |
| Totaal | Totaal                    | 42   |

## Jong N.E.C.
Het beloftenteam is in het seizoen 2019/20 een zelfstandige trainingsgroep en speelt ook zonder FC Oss waarmee nog wel in de jeugdopleiding wordt samengewerkt. Vanaf het seizoen 2010/11 was het beloftenteam geen aparte trainingsgroep en vanaf het seizoen 2011/12 werd gezamenlijk gespeeld als Jong N.E.C./FC Oss. Ron de Groot is de hoofdtrainer van het beloftenteam. Het team speelt niet in de zogenoemde 'voetbalpiramide' waarbij teams uit de Beloften Eredivisie na het seizoen 2015/16 kunnen instromen in een landelijke divisie tussen de Topklasse en Eerste divisie in. Jong N.E.C. speelt in de Reservecompetitie voor overige beloftenteams waarbij geen promotie en degradatie mogelijk is. Het team speelt in poule B, het tweede niveau met 8 teams, waarin een volledige competitie gespeeld wordt aangevuld met een drietal extra vriendschappelijke wedstrijden.

### Selectie
| Keepers       | Keepers            | Keepers                 | Keepers       | Keepers            | Keepers | Keepers | Keepers | Keepers | Keepers | Keepers | Keepers | Keepers | Keepers | Keepers | Keepers | Keepers | Keepers | Keepers |
| Nr.           | Nat.               | Naam                    | Geboortedatum | Vorige club        |         |         |         |         |         |         |         |         |         |         |         |         |         |         |
| ------------- | ------------------ | ----------------------- | ------------- | ------------------ | ------- | ------- | ------- | ------- | ------- | ------- | ------- | ------- | ------- | ------- | ------- | ------- | ------- | ------- |
| –             | Vlag van Nederland | Alessio Budel           | 05/07/2000    | N.E.C. onder 19 A1 |         |         |         |         |         |         |         |         |         |         |         |         |         |         |
| –             | Vlag van Nederland | Job Schuurman           | 12/06/1999    | Vitesse            |         |         |         |         |         |         |         |         |         |         |         |         |         |         |
| –             | Vlag van Nederland | Just van de Vondervoort | 21/03/200     | N.E.C. onder 19    |         |         |         |         |         |         |         |         |         |         |         |         |         |         |
| Verdedigers   |                    |                         |               |                    |         |         |         |         |         |         |         |         |         |         |         |         |         |         |
| –             | Vlag van Nederland | Reyer van Doorn         | 02/07/1998    | De Graafschap      |         |         |         |         |         |         |         |         |         |         |         |         |         |         |
| –             | Vlag van Nederland | Jur Driessen            | 02/02/2000    | Vitesse            |         |         |         |         |         |         |         |         |         |         |         |         |         |         |
| –             | Vlag van Nederland | Tarik Evre              | 29/05/1996    | Clubloos           |         |         |         |         |         |         |         |         |         |         |         |         |         |         |
| –             | Vlag van Nederland | Mark ter Haar           | 20/06/1999    | N.E.C. onder 19    |         |         |         |         |         |         |         |         |         |         |         |         |         |         |
| –             | Vlag van Nederland | Donmellow Lecouvreur    | 03/02/2001    | BVV Barendrecht    |         |         |         |         |         |         |         |         |         |         |         |         |         |         |
| –             | Vlag van Nederland | Brian Vogelzang         | 01/08/2000    | Vitesse            |         |         |         |         |         |         |         |         |         |         |         |         |         |         |
| Middenvelders |                    |                         |               |                    |         |         |         |         |         |         |         |         |         |         |         |         |         |         |
| 20            | Vlag van België    | Paolo Sabak             | 10/02/1999    | N.E.C.             |         |         |         |         |         |         |         |         |         |         |         |         |         |         |
| –             | Vlag van Nederland | Thomas Beekman          | 23/01/2000    | Vitesse            |         |         |         |         |         |         |         |         |         |         |         |         |         |         |
| –             | Vlag van Nederland | Xander Buitenhek        | 19/09/1999    | N.E.C. onder 19    |         |         |         |         |         |         |         |         |         |         |         |         |         |         |
| –             | Vlag van Nederland | Anaouar El Azzouzi      | 29/05/2000    | Vitesse            |         |         |         |         |         |         |         |         |         |         |         |         |         |         |
| –             | Vlag van Duitsland | Kiyan Gilani            | 04/04/2000    | N.E.C. onder 19    |         |         |         |         |         |         |         |         |         |         |         |         |         |         |
| –             | Vlag van Nederland | Jaell Hattu             | 15/02/1998    | PSV                |         |         |         |         |         |         |         |         |         |         |         |         |         |         |
| –             | Vlag van Nederland | Jesse van der Putten    | 29/02/2000    | N.E.C. onder 19    |         |         |         |         |         |         |         |         |         |         |         |         |         |         |
| Aanvallers    |                    |                         |               |                    |         |         |         |         |         |         |         |         |         |         |         |         |         |         |
| –             | Vlag van Nederland | Dani Theunissen         | 20/12/1999    | N.E.C.             |         |         |         |         |         |         |         |         |         |         |         |         |         |         |
| –             | Vlag van Nederland | Dereck Darkwa           | 03/04/2000    | Clubloos           |         |         |         |         |         |         |         |         |         |         |         |         |         |         |
| –             | Vlag van Nederland | Hicham Haouat           | 01/04/1998    | N.E.C. onder 19    |         |         |         |         |         |         |         |         |         |         |         |         |         |         |
| –             | Vlag van Rusland   | Lion Kalentjev          | 09/01/2000    | Feyenoord          |         |         |         |         |         |         |         |         |         |         |         |         |         |         |

Almere City FC ·
SC Cambuur ·
FC Den Bosch ·
FC Dordrecht ·
FC Eindhoven ·
Excelsior ·
Go Ahead Eagles ·
De Graafschap ·
Helmond Sport ·
Jong Ajax ·
Jong AZ ·
Jong PSV ·
Jong FC Utrecht ·
MVV Maastricht ·
NAC Breda ·
N.E.C. ·
Roda JC Kerkrade ·
Telstar ·
TOP Oss ·
FC Volendam